# 66 d'Aquari
66 d'Aquari (66 Aquarii) és una estrella de la constel·lació d'Aquari de magnitud aparent 4,68. Es tracta d'una estrella gegant taronja; posseeix una magnitud absoluta de -1,17 i la seva velocitat radial positiva indica que l'estrella s'allunya del sistema solar.
Es tracta d'una estrella situada a l'hemisferi celeste austral, molt a prop de l'equador celeste;el que comporta que pugui ser observada des de totes les regions habitades de la Terra, exceptuant el cercle polar àrtic. A l'hemisferi sud sembla circumpolar només en les àrees més internes de l'Antàrtida, sent de magnitud 4,7 és observable a ull nu en condicions adequades de foscor del cel. El millor període per a la seva observació és entre els mesos d'agost i desembre. El període de visibilitat és pràcticament el mateix en els dos hemisferis degut a la seva posició propera a l'equador celeste.